# Cojera
La cojera es un tipo de anormalidad asimétrica en el andar. La cojera puede ser causada entre otras causas: por el dolor, por una debilidad, por un desequilibrio neuromuscular o por una deformidad esquelética. La causa subyacente más común de una cojera dolorosa es el trauma físico ; sin embargo, en ausencia de trauma, pueden estar presentes otras causas graves, como la artritis séptica o la epífisis femoral capital deslizada. El enfoque diagnóstico implica descartar causas potencialmente graves mediante el uso de rayos X, análisis de sangre y, en ocasiones , aspiración articular . El tratamiento inicial implica la gestión del dolor . La cojera es el problema actual en aproximadamente el 4% de los niños que visitan los servicios de urgencias del hospital.

## Definición
Se puede definir como: "tipo de anormalidad asimétrica de la marcha". Cuando a causa del dolor se llama marcha antálgica, en la que el pie está en contacto con el suelo durante una duración más corta de lo habitual; en casos graves puede haber una negativa a andar.

## Diagnóstico diferencial
Las causas de la cojera son muchas y pueden ser graves o no graves. Generalmente se produce por dolor, debilidad, desequilibrio neuromuscular o una deformidad esquelética. En el 30% de los casos, la causa subyacente sigue siendo desconocida después de las investigaciones adecuadas. La causa subyacente más común de cojera en niños es un trauma físico menor. En aquellos que no tienen antecedentes de trauma, el 40% son debidos a sinovitis transitoria y el 2% son del síndrome de Legg-Calvé-Perthes . Otras causas importantes son la artritis infecciosa, la osteomielitis y la epífisis femoral capital en niños.

### Origen infeccioso

#### Artritis séptica
La artritis séptica puede ser difícil de separar de las condiciones menos graves como la sinovitis transitoria. Los factores que pueden ayudar a indicar la artritis séptica en lugar de la sinovitis incluyen un recuento de glóbulos superiores a 12 × 10 9 /l, fiebre superior a 38,5 grados Celsius (101,3 °F), ESR superior a 40 mm/h, CRP superior a 2,0 mg/dl y negativa a andar. Las personas con artritis séptica suelen parecer clínicamente tóxicas o enfermas. Sin embargo, incluso en ausencia de cualquiera de estos factores, puede haber artritis séptica. Se requiere aspiración conjunta para confirmar el diagnóstico.

#### Otros
Otras infecciones que normalmente conducen a una cojera incluyen la enfermedad de Lyme (una infección bacteriana propagada por garrapatas de ciervo ) y la osteomielitis (una infección del hueso).

### Origen mecánico

#### Trauma
Un trauma físico accidental o deliberado puede provocar una fractura, hematomas musculares o contusión. Es la principal causa de una cojera. Es importante tener en cuenta el abuso deliberado.

#### Epífisis femoral capital deslizada
La epífisis femoral capital deslizada (SCFE) es una condición en la que la placa de crecimiento de la cabeza del fémur se desliza sobre el hueso subyacente. Se presenta más frecuentemente con dolor de cadera en los hombres durante la pubertad y se asocia con la obesidad . La mayoría de las personas afectadas tienen una cojera dolorosa y en la mitad de los casos las dos caderas están afectadas. Casi una cuarta parte de las personas sólo presenta dolor de rodilla. El tratamiento implica movimientos sin peso y cirugía. Si no se identifica precozmente, puede producirse una osteonecrosis o la muerte de la cabeza del fémur.

#### Otros
Una cojera no dolorosa puede deberse a una serie de condiciones mecánicas, tales como la displasia de cadera y las diferencias en la longitud de las piernas.

### Origen inflamatorio

#### Sinovitis transitoria
La sinovitis transitoria es una artritis reactiva de la cadera de causa desconocida. Las personas suelen andar y pueden tener fiebre baja. Normalmente tienen un aspecto clínicamente no tóxico o de otra forma saludable. Sólo se puede diagnosticar una vez que se excluyen todas las demás posibles causas graves. Con un cuidado sintomático suele resolverse a lo largo de una semana.

#### Artritis reumatoide juvenil
La artritis reumatoide juvenil se presenta paulatinamente con rigidez matinal, fatiga y pérdida de peso.

### Origen vascular

#### Síndrome de Legg-Calvé-Perthes
El síndrome de Legg-Calvé-Perthes es una enfermedad degenerativa de la cabeza del fémur que provoca pérdida y deformidad ósea. Normalmente se presenta como una enfermedad crónica.

### Origen neoplásico
Los cánceres que incluyen la leucemia linfocítica aguda, el osteosarcoma y el sarcoma de Ewing pueden provocar un inicio gradual de la cojera en los niños. A menudo se asocia con sudoración nocturna, fáciles contusiones, pérdida de peso y dolor más destacado por la noche.

## Enfoque diagnóstico
El diagnóstico de la causa de una cojera a menudo se realiza a partir de la historia, los resultados de exámenes físicos, pruebas de laboratorio y examen radiológico. Si una cojera se asocia con dolor debe investigarse con urgencia, mientras que las cojeras no dolorosas se pueden abordar e investigar de forma más gradual. Los niños pequeños tienen dificultades para determinar la ubicación del dolor de piernas, por tanto, en esta población, el dolor de rodilla es igual al dolor de cadera . La SCFE normalmente puede excluirse mediante una radiografía de las caderas. Quizás se requiere una aspiración guiada por ultrasonidos o rayos X de la articulación de la cadera para descartar un proceso infeccioso dentro de la cadera.

## Epidemiología
El 4% de los niños del servicio de urgencias de un hospital presentaron secuelas de cojera. El hecho se produce con una frecuencia doble en niños que en niñas.